# Красный Яр (Колыванский район)
Кра́сный Яр — деревня в Колыванском районе Новосибирской области. Входит в состав Вьюнского сельсовета.

## География
Площадь деревни — 26 гектаров.

## Население
| 2002 | 2007 | 2010 |
| ---- | ---- | ---- |
| 13   | ↘9   | ↗13  |

## Инфраструктура
В деревне по данным на 2007 год отсутствует социальная инфраструктура.